# Robert Chidlaw-Roberts
Robert Leslie Chidlaw-Roberts (Egyesült Királyság, Wales, 1896. május 9. – Egyesült Királyság, Winchester, 1989. június 1.) walesi származású angol ászpilóta, katona. Első világháborús szolgálata során 10 igazolt légi győzelmet ért el, bekerülve ezzel az ászpilóták közé.

## Élete

### Ifjúkora
Chidlaw-Roberts 1896-ban született Towyn városában, Walesben.  

### Katonai szolgálata
1915-ben csatlakozott a Brit Királyi Repülő Alakulathoz (Royal Flying Corps), s 1916 januárjában elvégezte a pilótatanfolyamot és megszerezte pilótaigazolványát. Tanulóidejét (amely 6 hónap volt) megfigyelőként töltötte a nyugati fronton, később pedig a 60. repülőszázadhoz osztották be. Itt szerezte meg első légi győzelmét 1917. szeptember 14-én egy Albatros D.V típusú német vadászgép lelövésével. Két napra rá újabb győzelmet aratott, ezúttal egy Albatros D.III-ast lelőve. Szeptember 22-én sikeresen duplázott, megszerezve 4. légi győzelmét is. Az ászpilóta minősítéshez szükséges öt légi győzelmet szeptember 22-én érte el. Egy napra rá, Chidlaw-Roberts részt vett Werner Voss német pilóta üldözésében, aki kis híján megölte őt. Arthur Rhys-Davids az utolsó pillanatban mentette meg a walesi pilótát. Voss hatalmas túlerő ellen harcolt, és a brit pilóták visszaemlékezései szerint lenyűgözően repült, ennek ellenére James McCudden őrnagy sikeresen lőtte le gépét.
November 18-án egy DFW C, 23-án pedig Albatros D.V lelövésével szerzett újabb győzelmeket. 1918 januárjában újabb két légi győzelmet szerzett. A január 9-én történt harc során Max von Müller (36 légi győzelem) német ászpilóta gépét lőtte le. Több bátor tettével együtt emiatt tüntették ki a Brit Katonai Kereszttel (Military Cross) Tizedik, és egyben utolsó légi győzelmét szeptember 29-én aratta. Győzelmeit kivétel nélkül S.E.5a típusú gépével szerezte, első kilencet a 60., míg utolsót a 40. brit repülőszázad pilótájaként.
1989-ben hunyt el Winchesterben.

### Légi győzelmei
| Sorszám | Dátum                | Egység                | Repülőgépe | Ellenfele      |
| ------- | -------------------- | --------------------- | ---------- | -------------- |
| 1       | 1917. szeptember 14. | 60. brit repülőszázad | S.E.5a     | Albatros D.V   |
| 2       | 1917. szeptember 16. | 60. brit repülőszázad | S.E.5a     | Albatros D.III |
| 3       | 1917. szeptember 21. | 60. brit repülőszázad | S.E.5a     | Albatros D.V   |
| 4       | 1917. szeptember 21. | 60. brit repülőszázad | S.E.5a     | Ismeretlen     |
| 5       | 1917. szeptember 22. | 60. brit repülőszázad | S.E.5a     | Albatros D.V   |
| 6       | 1917. november 18.   | 60. brit repülőszázad | S.E.5a     | DFW C          |
| 7       | 1917. november 23.   | 60. brit repülőszázad | S.E.5a     | Albatros D.V   |
| 8       | 1918. január 3.      | 60. brit repülőszázad | S.E.5a     | Ismeretlen     |
| 9       | 1918. január 9.      | 60. brit repülőszázad | S.E.5a     | Albatros D.V   |
| 10      | 1918. szeptember 29. | 40. brit repülőszázad | S.E.5a     | Légi ballon    |